# Федосеенков, Валерий Максимович
Вале́рий Макси́мович Федосе́енков (19 декабря 1946, Снежно́е, Сталинская область — 19 октября 2018, Тирасполь) — советский футболист, вратарь.

## Биография
В юношестве начал заниматься баскетболом. Затем семья переехала на постоянное место жительства в город Горький, где Валерия приметили футбольные тренеры и он принял решение стать вратарём.
С 1963 года — в команде «Волга» Горький. С 1970 года играл за ташкентский «Пахтакор». Партнёрами Валерия Федосеенкова в столичном клубе Узбекской ССР были такие знаменитые советские футболисты, как Геннадий Красницкий и Берадор Абдураимов, входившие в состав сборных команд Советского Союза. А наставником «Пахтакора» был не менее именитый тренер Сергей Мосягин.
С 1973 по 1974 год играл за ивано-франковский «Спартак», провёл 22 матча. В сезоне 1975 года был в составе «Нистру», однако на поле не выходил, и в середине того же сезона перебрался в Краснодар. В 1976 году выступал за местную «Кубань», в 18 встречах пропустил 21 гол.
С 1978 по 1979 год защищал цвета ворошиловградской «Зари», в составе которой дебютировал в высшей лиге СССР, где в 13 играх пропустил 13 мячей. Кроме того, провёл 1 матч и пропустил 1 гол в Кубке СССР.
Превратности спортивной судьбы едва не поставили крест на спортивной карьере Валерия Федосеенкова в начале олимпийского 1980 года. Однако, благодаря непосредственному участию Льва Яшина, Федосеенков продолжил свой спортивный путь в Молдавии, во второй лиге чемпионата СССР. С 1980 по 1983 год выступал за тираспольский «Автомобилист», сыграл 41 встречу.
Умер 19 октября 2018 года в Тирасполе, похоронен на кладбище «Новое».